# 거미 지뢰
거미 지뢰(영어: Spider Mine)는 벌처가 심는 지뢰의 일종이다. 벌처의 부속품으로 취급되는 유닛이다.

## 특징
거미 지뢰는 스타크래프트나 스타크래프트 리마스터에선 Spider Mine이란 영단어를 그대로 한글로 음역한 스파이더 마인이라 불리며 스타크래프트 2에서는 한국어로 번역된 거미 지뢰라고 불린다. 거미 지뢰는 테란이 벌처를 운용한다면 반드시 같이 연구하고 운영한다. 거미 지뢰는 강력한 광역 공격을 가지고 있으며 125의 폭발형 공격력을 가진다. 거미 지뢰는 메카닉 테란의 체제에서 가장 많이 운영되며 주로 아군의 시즈 탱크의 보조 화력 지원용 및 호위용으로 사용된다. 거미 지뢰는 벌처가 심는데 3개의 제한 횟수가 있지만 대신 비용은 미네랄과 가스가 모두 무료이다. 거미 지뢰는 체력 20에 기본 방어력은 0으로 없으며 방어력 업그레이드도 벌처와 달리 적용되지않는다. 거미 지뢰가 주로 사용되는 종족전은 테프전이며 테프전에서는 프로토스 지상군들의 활동 범위를 제한하는 용도로 사용된다. 테테전에서도 가끔 적의 시즈 탱크를 기습적으로 폭사시키기 위한 용도로도 활용되며 테저전에서도 메카닉 테란으로 가면 반드시 사용하며 바이오닉 테란일 경우에도 사용하는 경우가 존재한다. 이러한 이유가 있는 것은 거미 지뢰가 모든 저그 지상 유닛들을 상대로 상성에서 우위를 가지기 때문이다. 또한 거미 지뢰는 적의 지상형 은폐 유닛도 자동으로 탐지해서 제거하는 능력을 가지고 있으며 아군한테 시야를 제공해주기도 하는 좋은 장점을 가지고 있다. 단 거미 지뢰는 단점도 존재하는데 자신의 아군한테도 피해를 줄 수 있으며 광역 공격이 아군한테도 적용된다는 점이 있기 때문에 거미 지뢰의 근처에는 아군을 두지 않는 것이 좋다. 스타크래프트 2에서는 전작과 달리 시체매가 거미 지뢰를 매설할 때마다 광물:15가 들어가며 적에게 주는 피해도 70으로 낮아져 전작과 달리 하향된 사례의 유닛이 된다. 대신 스타크래프트 2의 거미 지뢰는 전작의 거미 지뢰보다 시야가 3에서 4로 상향되었다.

## 같이 보기
- 스타크래프트
- 테란